# Voïvodie de Poznań
Ne doit pas être confondu avec Voïvodie de Poznań (1921-1939).
Pour les articles homonymes, voir Poznań (homonymie).
La voïvodie de Poznań (en polonais województwo poznańskie) était une unité de division administrative et un gouvernement local de Pologne entre 1946 et 1998. Auparavant, une voïvodie de Poznań avait existé de 1921 à 1939 (à l'époque de la Deuxième République polonaise), et une région homonyme avait également existé avant le deuxième partage de la Pologne de 1793.
Elle fut remplacée en 1999 par la voïvodie de Grande-Pologne, à la suite d'une loi de 1998 réorganisant le découpage administratif du pays. 
Sa capitale était la ville de Poznań.

## 1946 - 1950

Localisation de la voïvodie entre 1946 et 1950.

### Bureaux de district

Localisation de la voïvodie entre 1950 et 1975.

| Powiat                                   | en polonais          |  | Chef-lieu           | Superficie (km2) | Habitant | Densité (hab./km2) |
| ---------------------------------------- | -------------------- |  | ------------------- | ---------------- | -------- | ------------------ |
| Powiaty de la voïvodie de Poznań en 1947 |                      |  |                     |                  |          |                    |
| Powiat de Babimost                       | powiat babimojski    |  | Babimost            | 282              | 9200     | 33                 |
| Powiat de Chodzież                       | powiat chodzieski    |  | Chodzież            | 893              | 38 900   | 44                 |
| Powiat de Czarnków                       | powiat czarnkowski   |  | Czarnków            | 919              | 37 400   | 41                 |
| Powiat de Gniezno                        | Gniezno miasto       |  | Gniezno             | 18               | 30 300   | 1683               |
| Powiat de Gniezno                        | powiat gnieźnieński  |  | Gniezno             | 1126             | 51 100   | 45                 |
| Powiat de Gorzów                         | powiat gorzowski     |  | Gorzów              | 1253             | 46 900   | 37                 |
| Powiat de Gostyń                         | powiat gostyński     |  | Gostyń              | 701              | 55 300   | 79                 |
| Powiat de Gubin                          | powiat gubiński      |  | Gubin               | 513              | 6200     | 12                 |
| Powiat de Jarocin                        | powiat jarociński    |  | Jarocin             | 1124             | 85 200   | 76                 |
| Powiat de Kalisz                         | powiat kaliski       |  | Kalisz              | 1478             | 162 000  | 110                |
| Powiat de Kępno                          | powiat kępiński      |  | Kępno               | 1179             | 82 900   | 70                 |
| Powiat de Koło                           | powiat kolski        |  | Koło                | 1097             | 93 400   | 85                 |
| Powiat de Konin                          | powiat koniński      |  | Konin               | 2152             | 167 500  | 78                 |
| Powiat de Kościan                        | powiat kościański    |  | Kościan             | 1057             | 73 400   | 69                 |
| Krosno nad Odrą                          | powiat krośnieński   |  | Krosno nad Odrą     | 1307             | 14 200   | 11                 |
| Powiat de Krotoszyn                      | powiat krotoszyński  |  | Krotoszyn           | 915              | 70 600   | 77                 |
| Powiat de Leszno                         | powiat leszczyński   |  | Leszno              | 827              | 55 900   | 68                 |
| Powiat de Międzychód                     | powiat międzychodzki |  | Międzychód          | 755              | 25 800   | 34                 |
| Powiat de Międzyrzecz                    | powiat międzyrzecki  |  | Międzyrzecz         | 706              | 20 500   | 29                 |
| Powiat de Mogilno                        | powiat mogileński    |  | Mogilno             | 1059             | 61 500   | 58                 |
| Powiat de Nowy Tomyśl                    | powiat nowotomyski   |  | Nowy-Tomyśl         | 1276             | 74 800   | 59                 |
| Powiat d'Oborniki                        | powiat obornicki     |  | Oborniki            | 966              | 44 000   | 46                 |
| Powiat d'Ostrów Wielkopolski             | powiat ostrowski     |  | Ostrów Wielkopolski | 1194             | 101 600  | 85                 |
| Powiat de Piła                           | powiat pilski        |  | Piła                | 967              | 36 900   | 38                 |
| Poznań                                   | Poznań miasto        |  | Poznań              | 226              | 268 000  | 1186               |
| Powiat de Poznań                         | powiat poznański     |  | Poznań              | 1089             | 74 700   | 69                 |
| Powiat de Rawicz                         | powiat rawicki       |  | Rawicz              | 523              | 43 400   | 83                 |
| Powiat de Słubice                        | powiat rzepiński     |  | Słubice             | 1189             | 12 300   | 10                 |
| Powiat de Skwierzyna                     | powiat skwierzyński  |  | Skwierzyna          | 658              | 9000     | 14                 |
| Powiat de Strzelce Krajeńskie            | powiat strzelecki    |  | Strzelce Krajeńskie | 1102             | 26 000   | 24                 |
| Powiat de Szamotuły                      | powiat szamotulski   |  | Szamotuły           | 1076             | 60 000   | 56                 |
| Powiat de Środa Wielkopolska             | powiat średzki       |  | Środa               | 800              | 47 300   | 59                 |
| Powiat de Śrem                           | powiat śremski       |  | Śrem                | 910              | 55 500   | 61                 |
| Powiat de Świebodzin                     | powiat świebodziński |  | Świebodzin          | 911              | 27 100   | 30                 |
| Powiat de Turek                          | powiat turecki       |  | Turek               | 1591             | 114 300  | 72                 |
| Powiat de Wągrowiec                      | powiat wągrowiecki   |  | Wągrowiec           | 1037             | 50 800   | 49                 |
| Powiat de Wolsztyn                       | powiat wolsztyński   |  | Wolsztyn            | 754              | 41 600   | 55                 |
| Powiat de Września                       | powiat wrzesiński    |  | Września            | 608              | 43 000   | 71                 |
| Powiat de Wschowa                        | powiat wschowski     |  | Wschowa             | 272              | 11 500   | 42                 |
| Powiat de Zielona Góra                   | powiat zielonogórski |  | Zielona Góra        | 875              | 39 600   | 45                 |
| Powiat de Żnin                           | powiat żniński       |  | Żnin                | 739              | 38 900   | 53                 |

## 1950 - 1975

### Bureaux de district
| Powiat                                   | en polonais                | Superficie (km2) | Habitants | Densité (hab./km2) | Villes | Gminy | Chef-lieu           |
| ---------------------------------------- | -------------------------- | ---------------- | --------- | ------------------ | ------ | ----- | ------------------- |
| Powiaty de la voïvodie de Poznań en 1973 |                            |                  |           |                    |        |       |                     |
| Powiat de Chodzież                       | powiat chodzieski          | 892              | 49200     | 55                 | 4      | 6     | Chodzież            |
| Powiat de Czarnków                       | powiat czarnkowski         | 972              | 43500     | 45                 | 2      | 5     | Czarnków            |
| Gniezno                                  | Gniezno miasto             | 28               | 52400     | 1896               | 1      | 0     | Gniezno             |
| Powiat de Gniezno                        | powiat gnieźnieński        | 1132             | 56000     | 49                 | 3      | 9     | Gniezno             |
| Powiat de Gostyń                         | powiat gostyński           | 714              | 62400     | 87                 | 4      | 6     | Gostyń              |
| Powiat de Jarocin                        | powiat jarociński          | 707              | 69000     | 98                 | 2      | 5     | Jarocin             |
| Powiat de Kalisz                         | powiat kaliski             | 1346             | 100300    | 75                 | 2      | 13    | Kalisz              |
| Kalisz                                   | Kalisz miasto              | 30               | 83600     | 2776               | 1      | 0     | Kalisz              |
| Powiat de Kępno                          | powiat kępiński            | 609              | 48400     | 80                 | 1      | 7     | Kępno               |
| Powiat de Koło                           | powiat kolski              | 1084             | 94000     | 87                 | 5      | 10    | Koło                |
| Powiat de Konin                          | powiat koniński            | 1359             | 142100    | 105                | 5      | 13    | Konin               |
| Powiat de Kościan                        | powiat kościański          | 1040             | 85400     | 82                 | 5      | 9     | Kościan             |
| Powiat de Krotoszyn                      | powiat krotoszyński        | 811              | 74400     | 92                 | 5      | 6     | Krotoszyn           |
| Powiat de Leszno                         | powiat leszczyński         | 749              | 42800     | 57                 | 2      | 6     | Leszno              |
| Leszno                                   | Leszno miasto              | 20               | 35500     | 1818               | 1      | 0     | Leszno              |
| Powiat de Międzychód                     | powiat międzychodzki       | 785              | 31700     | 40                 | 2      | 5     | Międzychód          |
| Powiat de Nowy Tomyśl                    | powiat nowotomyski         | 1298             | 91600     | 71                 | 6      | 9     | Nowy Tomyśl         |
| Powiat d'Oborniki                        | powiat obornicki           | 850              | 51800     | 61                 | 3      | 4     | Oborniki            |
| Powiat d'Ostrów Wielkopolski             | powiat ostrowski           | 1128             | 82800     | 73                 | 3      | 7     | Ostrów Wielkopolski |
| Powiat d'Ostrów Wielkopolski             | Ostrów Wielkopolski miasto | 29               | 51200     | 1760               | 1      | 0     | Ostrów Wielkopolski |
| Powiat d'Ostrzeszów                      | powiat ostrzeszowski       | 772              | 48500     | 63                 | 3      | 6     | Ostrzeszów          |
| Piła                                     | Piła miasto                | 88               | 45300     | 514                | 1      | 0     | Piła                |
| Powiat de Pleszew                        | powiat pleszewski          | 695              | 53600     | 77                 | 1      | 6     | Pleszew             |
| Powiat de Poznań                         | powiat poznański           | 1249             | 141800    | 114                | 6      | 10    | Poznań              |
| Powiat de Rawicz                         | powiat rawicki             | 522              | 51700     | 99                 | 4      | 5     | Rawicz              |
| Powiat de Słupca                         | powiat słupecki            | 663              | 46600     | 70                 | 2      | 5     | Słupca              |
| Powiat de Szamotuły                      | powiat szamotulski         | 1116             | 75400     | 68                 | 4      | 7     | Szamotuły           |
| Powiat de Środa Wielkopolska             | Powiat średzki             | 733              | 55800     | 76                 | 2      | 6     | Środa               |
| Powiat de Śrem                           | powiat śremski             | 779              | 58900     | 76                 | 4      | 5     | Śrem                |
| Powiat de Trzcianka                      | powiat trzcianecki         | 908              | 36800     | 41                 | 2      | 4     | Trzcianka           |
| Powiat de Turek                          | powiat turecki             | 1143             | 87000     | 76                 | 3      | 10    | Turek               |
| Powiat de Wągrowiec                      | powiat wągrowiecki         | 1087             | 61500     | 57                 | 3      | 7     | Wągrowiec           |
| Powiat de Wolsztyn                       | powiat wolsztyński         | 812              | 50700     | 62                 | 2      | 4     | Wolsztyn            |
| Powiat de Września                       | powiat wrzesiński          | 705              | 62400     | 89                 | 3      | 5     | Września            |

## 1975 - 1998

### Bureaux de district
Sur la base de la loi du 22 mars 1990, les autorités locales de l'administration publique générale, ont créé huit régions administratives associant 57 municipalités.

#### Bureau de district de Gniezno
Le bureau de district de Gniezno comprend huit gminy, ou communes, et une ville :
- Czerniejewo ;
- Gniezno ;
- Kiszkowo ;
- Kłecko ;
- Łubowo ;
- Mieleszyn ;
- Mieścisko ;
- Niechanowo ;
- Gniezno (ville).

#### Bureau de district de Grodzisk Wielkopolski
Le bureau de district de Grodzisk Wielkopolski comprend cinq gminy et une ville :
- Granowo ;
- Grodzisk Wielkopolski ;
- Kamieniec ;
- Rakoniewice ;
- Wielichowo ;
- Grodzisk Wielkopolski (ville).

#### Bureau de district de Nowy Tomyśl
Le bureau de district de Nowy Tomyśl comprend quatre gminy et une ville :
- Kuślin ;
- Lwówek ;
- Nowy Tomyśl ;
- Opalenica ;
- Nowy Tomyśl (ville).

#### Bureau de district de Poznań
Le bureau de district de Poznań comprend seize gminy et trois villes :
- Buk ;
- Czerwonak ;
- Dopiewo ;
- Kleszczewo ;
- Komorniki ;
- Kostrzyn ;
- Mosina ;
- Murowana Goślina ;
- Oborniki ;
- Pobiedziska ;
- Rokietnica ;
- Skoki ;
- Stęszew ;
- Suchy Las ;
- Swarzędz ;
- Tarnowo Podgórne ;
- Luboń (ville) ;
- Poznań (ville) ;
- Puszczykowo (ville).

#### Bureau de district de Szamotuły
Le bureau de district de Szamotuły comprend huit gminy et une ville :
- Chrzypsko Wielkie ;
- Duszniki ;
- Kaźmierz ;
- Kwilcz ;
- Obrzycko ;
- Pniewy ;
- Sieraków ;
- Szamotuły ;
- Obrzycko (ville).

#### Bureau de district de Śrem
Le bureau de district de Śrem comprend cinq gminy : 
- Brodnica ;
- Czempiń ;
- Dolsk ;
- Książ Wielkopolski ;
- Śrem.

#### Bureau de district de Środa Wielkopolska
Le bureau de district de Środa Wielkopolska comprend cinq gminy :
- Dominowo ;
- Krzykosy ;
- Nowe Miasto nad Wartą ;
- Środa Wielkopolska ;
- Zaniemyśl.

#### Bureau de district de Września
Le bureau de district de Września comprend quatre gminy :
- Kołaczkowo ;
- Miłosław ;
- Nekla ;
- Września.

### Villes principales
Population en 1995 :
- Poznań – 581 800 ;
- Gniezno – 71 000 ;
- Śrem – 29 800 ;
- Września – 28 600 ;
- Swarzędz – 26 100 ;
- Środa Wielkopolska – 21 400 ;
- Luboń – 20 700.